# دون إم. روبرتس
دون إم. روبرتس هو سياسي أمريكي، ولد في 28 سبتمبر 1867، وتوفي في 3 أغسطس 1936.